# 赫利爾 (肯塔基州)
赫利韋爾（英語：Hellier）是位於美國肯塔基州派克縣的一個非建制地區。

## 地理
赫利韋爾所處的海拔為高於海平面382米（即1253英呎），而該地所採用的時區為UTC-5，即北美東部時區（EST）。同時該地設有夏令時間，為UTC-5調快一小時，即UTC-4（EDT）。